# Perizoma caeruleosecta
Perizoma caeruleosecta är en fjärilsart som beskrevs av Louis Beethoven Prout 1916. Perizoma caeruleosecta ingår i släktet Perizoma och familjen mätare. Inga underarter finns listade i Catalogue of Life.